# Toconao
La bourgade de Toconao  se situe dans la région d'Antofagasta, au nord du Chili. Elle fait partie du village-oasis chilien de San Pedro de Atacama (littéralement « Saint-Pierre-de-l'Atacama »), dans le bassin du salar d'Atacama, sur le haut plateau de la Puna de Atacama, à quelque 250 kilomètres d'Antofagasta, en plein désert d'Atacama, la deuxième région, dans le nord du Chili.

## Toponymie
Le nom Toconao se traduit par lieu de pierres, et vient des mots kunza tocknar, signifiant pierre, et ao, lieu.

## Situation géographique
Toconao se situe sur la bordure nord-est du salar d'Atacama, dans une petite vallée à l'extrémité nord-ouest de la corde de Puntas Negras, une branche occidentale de la chaîne de montagnes Domeyko, à (2 475 m d'altitude, sur la route 23-CH, qui traverse le Paso de Sico pour établir la liaison avec le village San Antonio de los Cobres, dans la province de Salta en Argentine. Le village est dominé par le volcan du Licancabur (5 916 m d'altitude) et par le volcan de Sairecabur (5 971 m d'altitude). Ces deux volcans sont situés à une trentaine de kilomètres à l'est du village.

## Hydrographie
Le tropique du Capricorne passe à quelques dizaines de kilomètres au sud du village.
Vu la faiblesse des précipitations, le village n'existerait pas s'il n'était pas alimenté par deux ruisseaux qui sont :
- le rio Puritama qui prend sa source sur le versant ouest du volcan Licacanbur;
- le rio Purificada, qui prend sa source à 70 kilomètres au nord-est du village, à proximité de la frontière bolivienne.

## Population
Toconao, avec environ 786 habitants dont le gentilé est toconares, en 2006 est une communauté indigène atacameños autoproclamée Communauté Ancestrale de Toconao, protégée par une loi indigène chilienne no 19.253 et les lois internationales portant sur les peuples ancestraux et originaires des Nations unies, liées aux droits de l'homme.

## Histoire
En accord avec les hypothèses scientifiques, le secteur ancestral de Toconao retrace les premières traces de vie humaine sur le territoire à plus de 12 000 ans.

## Géographie
Toconao, est une oasis, qui grâce à la pureté de l'eau, permet de cultiver de nombreux types de fruits, dont nombreux sont natifs de la région, et d'autres amenés par la conquista espagnole. Toconao est une oasis qui, grâce à la pureté de son eau, permet de cultiver de nombreuses variétés de fruits, dont des espèces indigènes ainsi que d’autres importées par les conquérants espagnols.
Ces fruits se distinguent par leur teneur élevée en acide ascorbique (vitamine C), due aux terres agricoles irriguées par des rivières à faible débit.

## Monuments
En face à la place principale, se dresse l'église et le clocher de Saint Luc, datant du XVIIIe siècle. Bien que reconstruits après divers tremblements de terre et incendies, ils gardent tout du moins leur charme et ils sont tous deux classés aux Monuments nationaux du Chili.

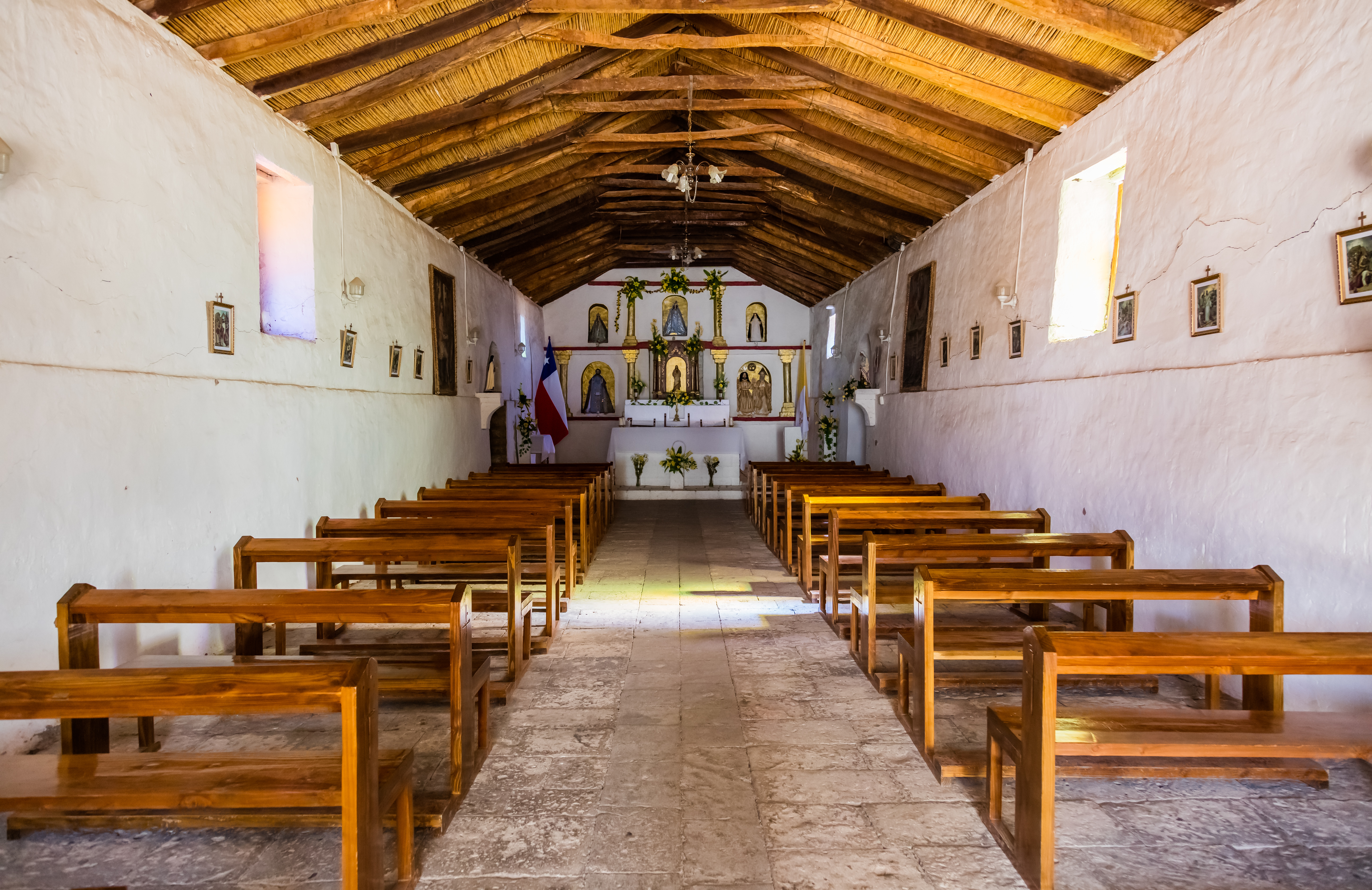
Toconao église San Lucas.
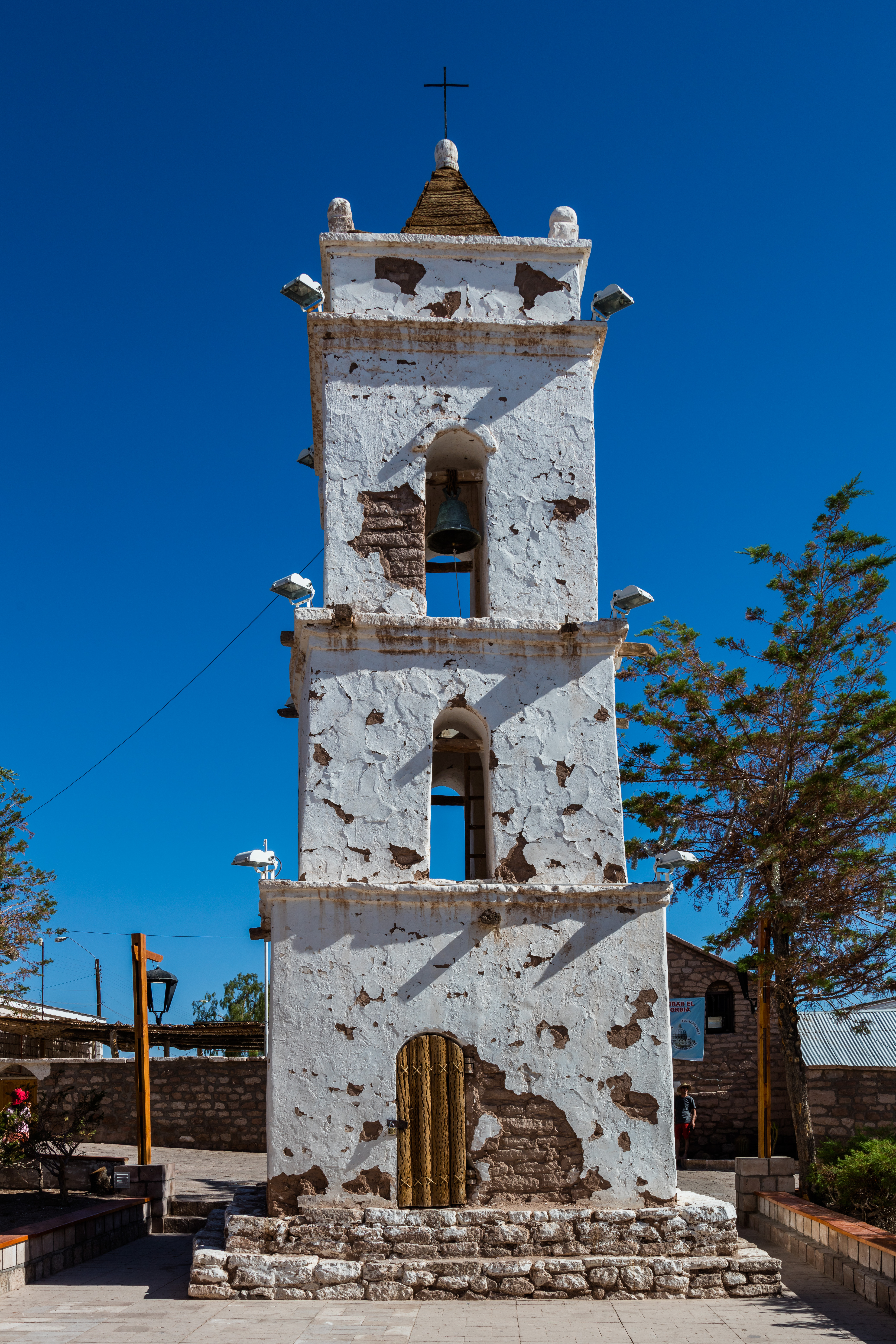
Clocher.

## Tourisme
Actuellement, la collectivité gère les activités touristiques des zones de Jere, Chaxas et Puxza. De nombreux circuits touristiques passent par la ville, notamment dans le Salar d'Atacama et les lagunes de l'altiplano. Les agents affectés à la collectivité sont formés aux sciences de l'agro-tourisme, de l'ethno-tourisme et de l'écotourisme afin d'informer au mieux, d'une seule voix, les visiteurs des sites.

## Galerie

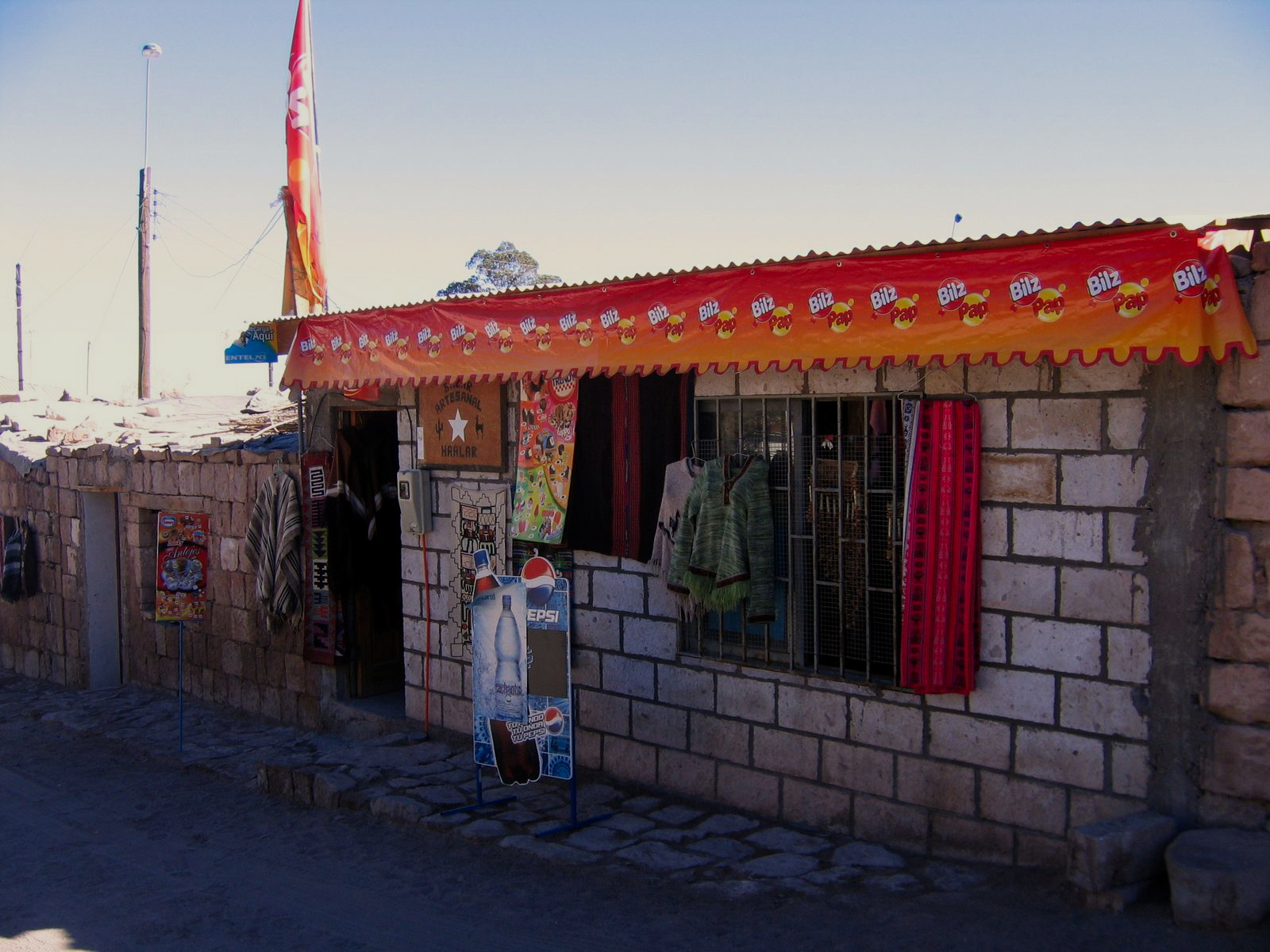
Toconao, boutique face à l'église San Lucas.
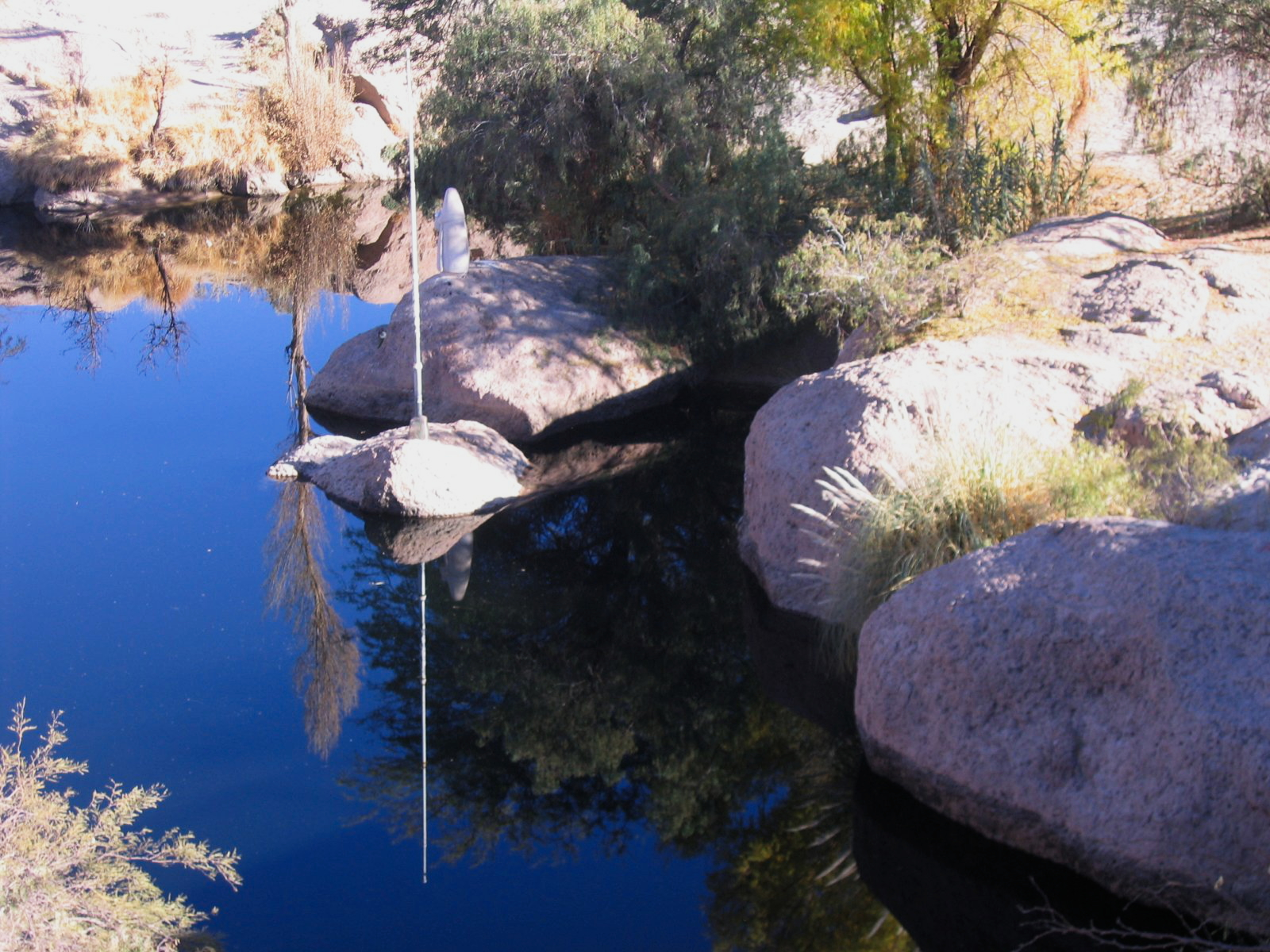
Toconao.- Région d'Antofagasta, Chili. 53 Puente Toconao.
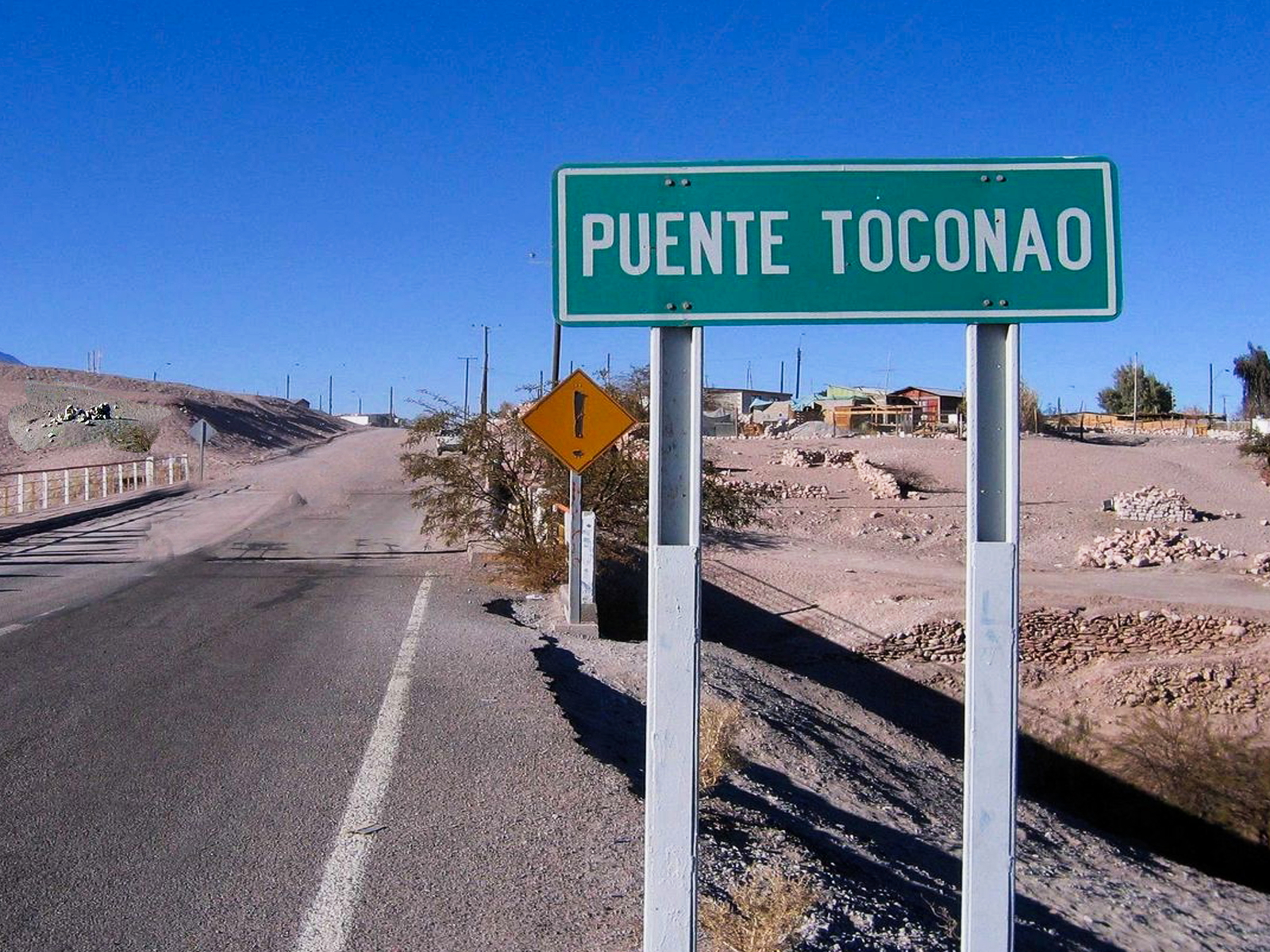
Entrée du Village de Toconao.
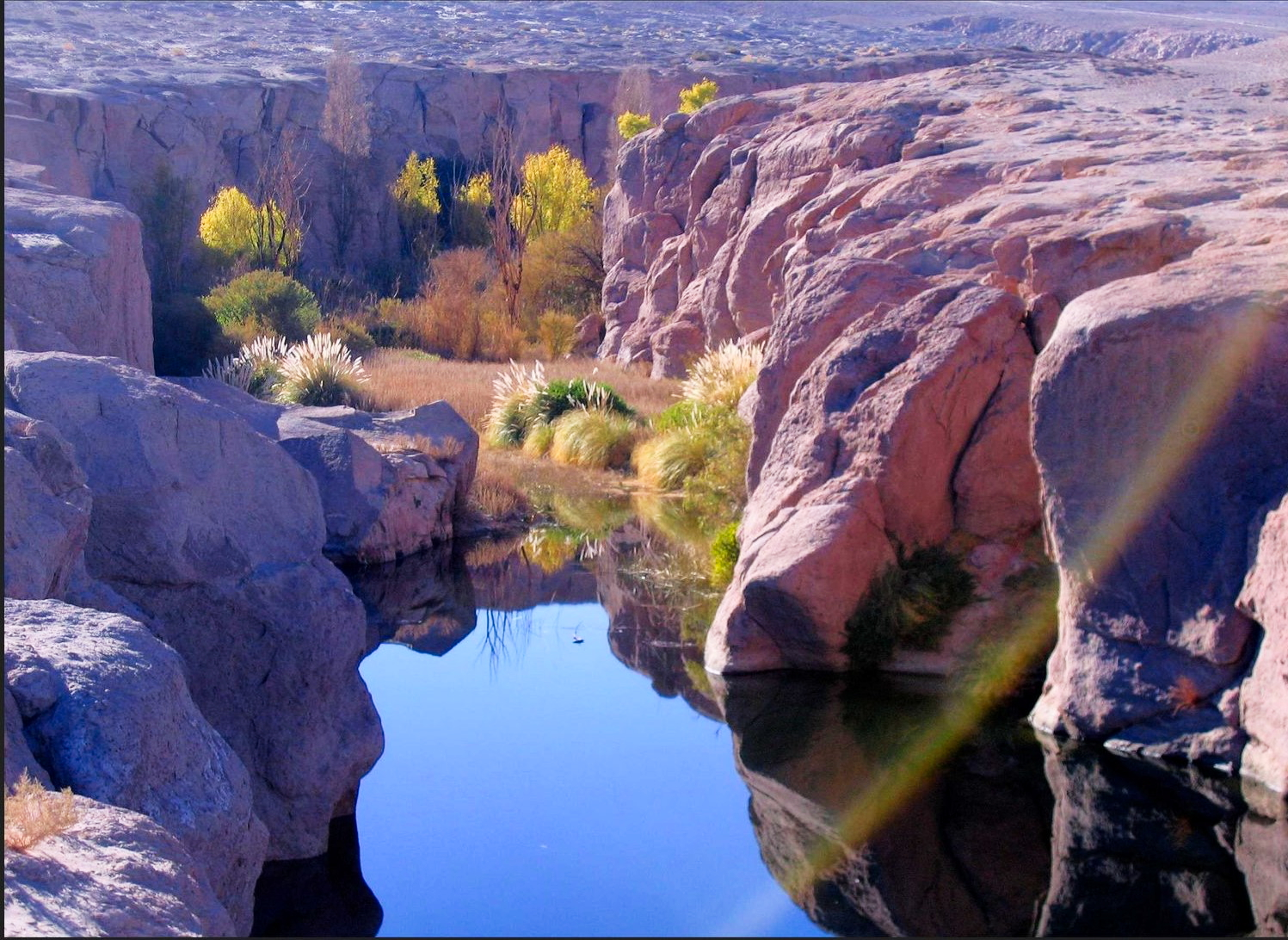
La rivière Toconao Toconao.